# Maryam Mirzakhani
Maryam Mirzakhani (în persană مریم میرزاخانی; n. 12 mai 1977, Teheran, Iran – d. 14 iulie 2017, Stanford, Comitatul Santa Clara, California, SUA) a fost o matematiciană iraniană, specializată în geometrie hiperbolică, teorie ergodică, teoria Teichmüller și geometrie simplectică. Este singura femeie laureată cu Medalia Fields.

## Biografie
S-a născut în Teheran în 1977 într-o familie de patru copii. Cărțile au fost primul interes. A fost admisă la Școala Farzanegan pentru tineri talentați, unde s-a împrietenit cu Roya Beheshti, acum profesoară de matematică la Universitatea Washington din St. Louis. Rezultatele în matematică au fost slabe în primul an, dar cu sprijinul profesorului său s-au îmbunătățit considerabil în al doilea an. Împreună cu Beheshti, a început să se pregătească pentru Olimpiada Internațională de Matematică. A câștigat două medalii de aur la Olimpiada Internațională de Matematică în 1994 și în 1995, obținând nota maximală la cea de-a două participație.
A absolvit Universitatea Sharif din Teheran, apoi a mers la Universitatea Harvard în Statele Unite. A urmat cursurile de geometrie hiperbolică lui Curtis McMullen, care a devenit conducătorul său de doctorat. În 2004 și-a susținut teza despre geometria suprafețelor Riemann, care a fost publicată sub forma unor articole în trei dintre cele mai bune publicații de matematică din lume, Annals of Mathematics, Inventiones Mathematicae și Journal of the American Mathematical Society. Din 2004 până în a fost asistent universitar la Universitatea Princeton, apoi a devenit profesor universitar la Universitatea Stanford. 
A fost căsătorită cu cehul Jan Vondrák, un specialist de informatică teoretică care lucrează la centrul de cercetare IBM la Almaden. Împreună au o fată, Anahita.

## Lucrări
Este specializată în geometrie hiperbolică și sisteme dinamice. A lucrat mai întâi la linii geodezice închise pe o suprafață hiperbolică, apoi la suprafețele Riemann și spațiul lor de moduli. Munca ei este esențială pentru înțelegerea formelor curbate și a suprafețelor. Este prima femeie care a primit în 2014 cea mai înaltă distincție în matematică, Medalia Fields .